# Okrouhlička
Okrouhlička (jusqu'en 1945 : Šejdorf, en 1945-1946 : Svahov ; en allemand : Scheibelsdorf) est une commune du district de Havlíčkův Brod, dans la région de Vysočina, en République tchèque. Sa population s'élevait à 261 habitants en 2020.

## Géographie
Okrouhlička se trouve à 8 km au sud-sud-ouest de Havlíčkův Brod, à 16 km au nord-nord-ouest de Jihlava et à 101 km au sud-est de Prague.

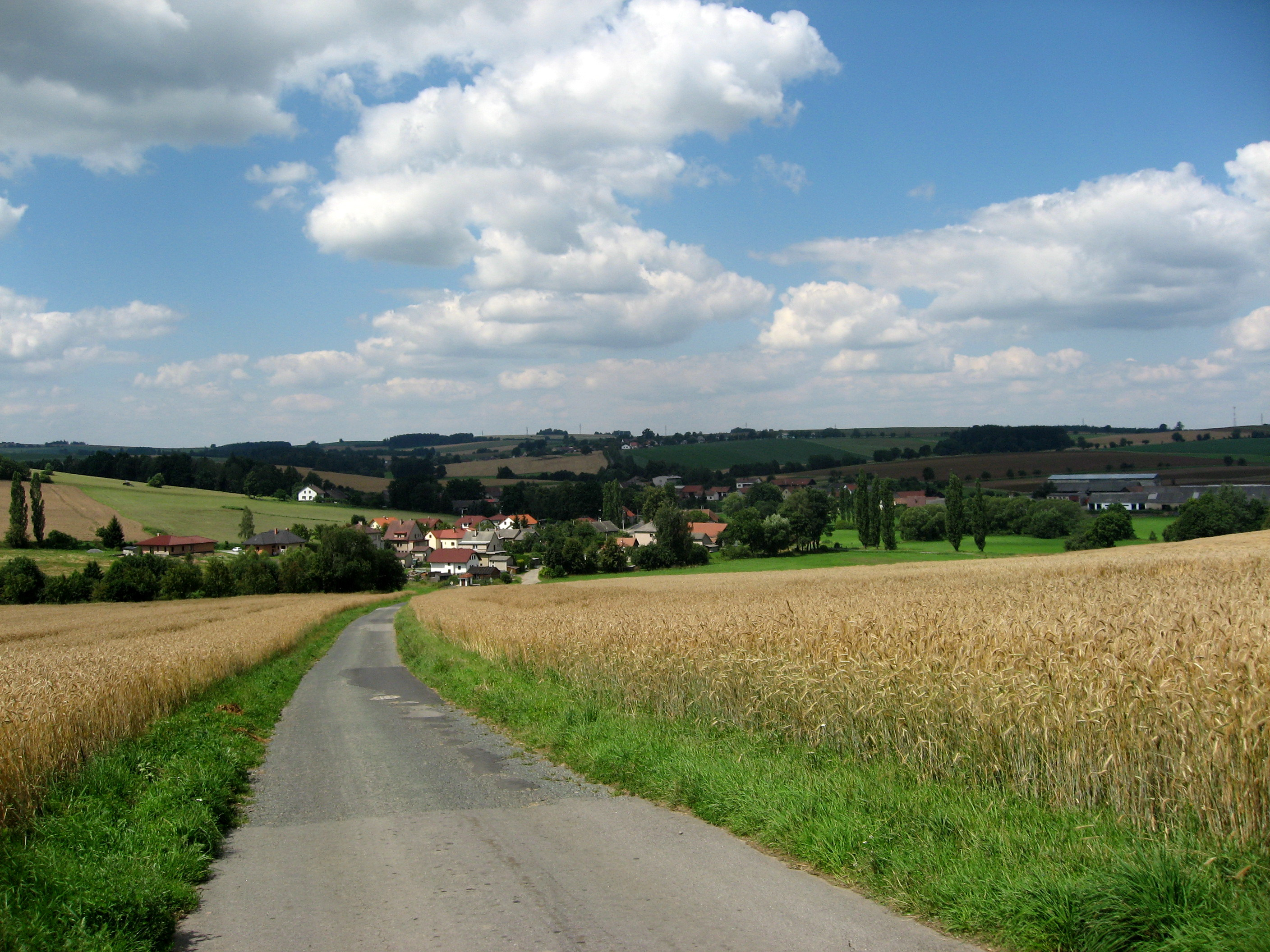
Okrouhlička : vue générale.

La commune est limitée par Lípa et Havlíčkův Brod au nord, par Štoky à l'est et au sud, et par Kochánov à l'ouest.

## Histoire
La première mention écrite de la localité date de 1307.